# Voyage 〜sans retour〜
『Voyage〜sans retour〜』（ヴォヤージュ）は、MALICE MIZERの第2期1枚目のアルバムである。

## 概要
全10曲入り。MALICE MIZER初のフルアルバムであり、またGacktが加入して初となるアルバム作品である。
「吸血鬼の物語を基本にして、吸血鬼視点で人間の世界にメスを入れる」をアルバム全体のテーマにし、それはメジャーデビュー前のライブのコンセプトにもなった。

## 収録曲
1. 闇の彼方へ〜 (0:26)
(作曲：Mana)
馬車が走る音などで構成されているSE。
2. Transylvania (4:01)
(作詞：Gackt.C / 作曲：Mana)
歌詞カードに～トランシルヴァニア～と読みが表記されている。吸血鬼を題材にした曲。
3. 追憶の破片 (6:21)
(作詞：Gackt.C、作曲：Mana)
破片の読み方は"かけら"と表記されている。副題は～a peace of broken recollection～と表記されている（peaceはpieceの誤表記に当たる）。
変拍子と場面転換の配置を意識的にずらしている[1]。
Kamiはレコーディング時に体調を崩してしまい、ドラミングの出来に納得していない[1]。
4. Premier Amour (4:55) 
(作詞：Gackt.C / 作曲：Mana)
歌詞カードに～プルミエラムール～と読みが表記されている。
5. 偽りのmusette (5:13)
(作詞：Gackt.C / 作曲：Közi)
musetteの読み方は”ミュゼット”。
6. N・p・s N・g・s (4:07)
(作詞：Gackt.C / 作曲：Mana)
副題は～No pains No gains～と表記されている。タイトルの読みは"ナプスナグス"。
インダストリアルを意識した楽曲[2]。
音色作りの一環として、Kamiの親族が自作した溶接された鉄パイプを叩いた[2]。
7. Claire〜月の調べ〜 (5:47)
(作詞：Gackt.C, Közi / 作曲：Közi)
タイトルの読みは"クレール"。Gackt加入時に作られた原曲「盲夜にかかる月の調べ」をアレンジしたもの。
8. Madrigal (4:03)
(作詞：Gackt.C / 作曲：Közi)
タイトルの読みは～マドリガル～と表記されている。歌詞カードではタイトルの綴りが「Madorigal」と表記されており、これは誤表記に当たる。
間奏部分ではモーツァルト作曲の『トルコ行進曲』が引用されている。
9. 死の舞踏 (5:25)
(作詞：MALICE MIZER / 作曲：Mana)
副題は～a romance of the "Cendrillon"～と表記されている。Cendrillon（サンドリヨンと読む）はフランス語でシンデレラのことであり、歌詞の内容もそれになぞらえたものである。
初代ボーカルtetsuの時代から演奏されていた曲をアレンジしたもの。
10. 〜前兆〜 (4:19) 
(作曲：Mana / 編曲：Gackt.C)
初代ボーカルtetsu時代からある曲をアレンジしたインストゥルメンタル。Gacktの弾くピアノが使用された初めての曲。